# Michael Raymond-James

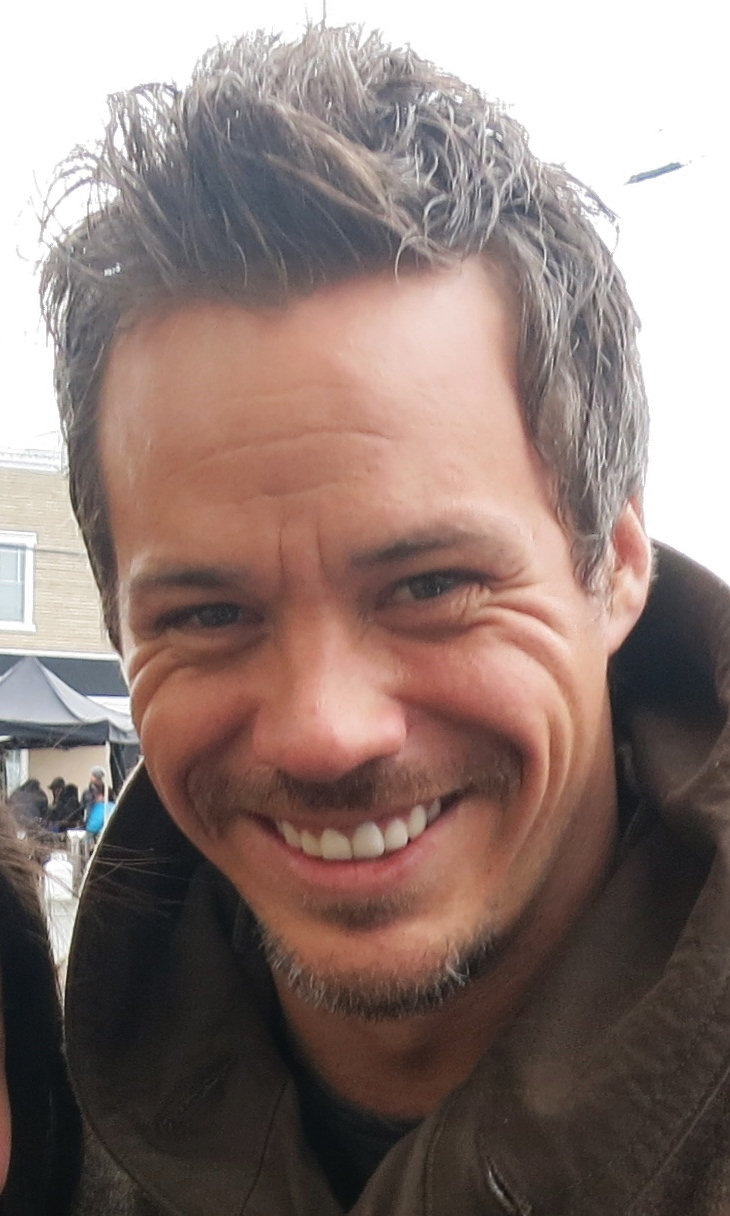
Michael Raymond-James (2013)

Michael Raymond-James (* 24. Dezember 1977 in Detroit, Michigan) ist ein US-amerikanischer Schauspieler. Bekannt wurde er unter anderem durch seine Rolle des Rene Lenier in der Fernsehserie True Blood.

## Leben
Raymond-James studierte am Lee Strasberg Theatre and Film Institute in New York, mit George Loros, Jeffery Horn und Robert Castle. Danach folgten mehrere Bühnenauftritte in New York, darunter in Der versteinerte Wald im Pantheon-Theater in New York.
Er war der Hauptdarsteller in Craig Brewers Black Snake Moan. Außerdem hatte er Gastauftritte in Serien wie CSI: Crime Scene Investigation, Navy CIS, Medium – Nichts bleibt verborgen, Boston Legal, Emergency Room – Die Notaufnahme und der Premiere der zweiten Staffel von Lie to Me. 2011 hatte er in der kurzlebigen Fernsehserie Terriers die Rolle des Britt Pollack inne. Im folgenden Jahr spielte er jeweils Gastrollen in The Walking Dead und Once Upon a Time – Es war einmal ….

## Filmografie (Auswahl)
- 2000: Minor Blues
- 2002: Hack – Die Straßen von Philadelphia (Hack, Fernsehserie, Folge 1x06)
- 2004–2009: Emergency Room – Die Notaufnahme (ER, Fernsehserie, Folgen 11x03/1x15)
- 2005: CSI: Den Tätern auf der Spur (CSI: Crime Scene Investigation, Fernsehserie, Folge 5x14)
- 2006: Boston Legal (Fernsehserie, Folge 2x22)
- 2006: Medium – Nichts bleibt verborgen (Medium, Fernsehserie, Folge 3x05)
- 2006: Black Snake Moan
- 2007: The Line-Up (Fernsehfilm)
- 2008–2011: True Blood (Fernsehserie, 15 Folgen)
- 2009: Lie to Me (Fernsehserie, Folge 2x01)
- 2008: Life (Fernsehserie, Folge 2x11)
- 2009: Last of the Ninth (Fernsehfilm)
- 2009: Cold Case – Kein Opfer ist je vergessen (Cold Case, Fernsehserie, Folge 6x16)
- 2009: 3 Things
- 2010: Terriers (Fernsehserie, 13 Folgen)
- 2012: The Walking Dead (Fernsehserie, Folgen 2x08–2x09)
- 2012–2014, 2016: Once Upon a Time – Es war einmal … (Once Upon a Time, Fernsehserie, 34 Folgen)
- 2012: Jack Reacher
- 2014: The Salvation – Spur der Vergeltung (The Salvation)
- 2016: Game of Silence (Fernsehserie, 10 Folgen)
- 2016: Lethal Weapon (Fernsehserie, Folge 1x05)
- 2019: Prodigal Son – Der Mörder in Dir (Prodigal Son, Fernsehserie, 3 Folgen)
- 2019–2020: Billions (Fernsehserie, 3 Folgen)
- 2021: Sweet Girl
- 2021: Law & Order: Organized Crime (Fernsehserie, 8 Folgen)
- 2021: Big Sky (Fernsehserie, 4 Folgen)
- 2022: The Integrity of Joseph Chambers
- 2022: See – Reich der Blinden (See, Fernsehserie, Staffel 3)
- 2023: Godfather of Harlem (Fernsehserie, Staffel 3)
- 2024: FBI: Most Wanted (Fernsehserie, 3 Folgen)